# Liste der Monuments historiques in Chérence
Die Liste der Monuments historiques in Chérence führt die Monuments historiques in der französischen Stadt Chérence auf.

## Liste der Bauwerke
| Bezeichnung     | Beschreibung | Standort | Kennzeichnung | Schutzstatus | Datum | Bild           |
| --------------- | ------------ | -------- | ------------- | ------------ | ----- | -------------- |
| Friedhofskreuz  |              | (Lage)   | PA00080026    | Inscrit      | 1950  | weitere Bilder |
| Kirche St-Denis |              | (Lage)   | PA00080027    | Classé       | 1962  | weitere Bilder |
| Bauernhof       |              | (Lage)   | PA00080028    | Inscrit      | 1926  | weitere Bilder |

## Liste der Objekte
- Monuments historiques (Objekte) in Chérence in der Base Palissy des französischen Kultusministeriums